# Бой при Санта-Кларе (1927)
Бой при Санта-Кларе (англ. Battle of Santa Clara) произошёл 27 июля 1927 года в ходе национально-освободительной войны в Никарагуа. Отряд морской пехоты США и части национальной гвардии Никарагуа под командованием майора Оливера Флойда попали в засаду сандинистских повстанцев, но смогли отбиться и продолжили наступление на север, вглубь территории, контролируемой повстанцами. 

## Ход боя

### Авианалет до боя
27 июля два американских самолета заметили отряд, примерной численностью в сорок человек. Один из самолетов был обстрелян из пулемета, но впоследствии сбросил с пикирования три бомбы. Американские летчики сообщали о шестерых повстанцах, которых видели «мертвыми или тяжело ранеными».

### Перестрелка
Тем временем отряд морской пехоты и Национальной гвардии достиг района сосредоточения в миле к юго-востоку от Санта-Клары, где подверглись нападению отряда повстанцев, численность от 60 до 120 (возможно, до 150)  повстанцев. У повстанцев оказались пулеметы. Было точно установлено, что один из пулеметов был пулеметом Льюиса. Подозревается, что второй пулемет был таким же. Американцы оказали сопротивление.
Бой шел с 2:30 до 4:00, в итоге повстанцы были отброшены.
Американский отряд и никарагуанская гвардия потерь не понесли, тогда как на поле боя были найдены тела пяти убитых повстанцев. Однако позже, Аугусто Сесар Сандино говорил, что потерял до 60 человек убитыми и ранеными во время боя (вероятно в эту цифру включены погибшие в результате авианалета). Один молодой повстанец, притворившийся мертвым, был схвачен, но позже освобожден.

## Последствия боя
Результаты столкновения в Санта-Кларе, а также предыдущих сражений при Окотале и Сан-Фернандо (оба также состоялись в июле 1927 года) заставили Сандино изменить тактику. По словам Нила Маколея, «он нападал только тогда, когда шансы были в его пользу — когда у него были явные преимущества внезапности, укрытия и превосходящей огневой мощи. Никогда больше он не будет глупо «стоять на своем», и не будет пытаться спасти атаку, которая безнадежно захлебнулась. Майор Флойд мог вести «кровавую и громовую кампанию», но Сандино применил тактику партизанской войны «бей и беги». После сражения при Санта-Кларе повстанцы отступили в джунгли вокруг горы Эль-Чипоте, которые были «идеальной местностью для партизанской войны».